# 파벨 모길레베츠
파벨 세르게예비치 모길레베츠(러시아어:  Павел Серге́евич Могилевец, 1993년 1월 25일, 러시아 킨기세프 ~ )는 러시아 프리미어리그의 FC 힘키에서 미드필더로 뛰는 러시아 출신의 축구 선수이다.

## 선수 경력
그는 제니트의 유스팀인 DYuSSh 스메나-제니트에서 축구를 시작했다.
2013년 5월 19일에 볼가 니즈니노브고로드를 상대로 후반 44분에 콘스탄틴 지리아노프와 교체되어 러시아의 1부리그인 러시아 프리미어리그에 데뷔하였다.

## 국가대표팀 경력
그는 2014년 5월 26일, 슬로바키아를 상대로 러시아 국가대표팀 소속으로 첫 A매치를 가졌다.
같은해의 6월 6일에는 부상당한 로만 시로코프를 대신하여, 2014 브라질 월드컵의 최종명단에 올랐다.